# 9 × 18 mm Makarov
Le 9 × 18 mm Makarov ou 9 × 18 PM est un calibre d'arme de poing créé en Union soviétique à la fin des années 1940 pour remplacer le 7,62 × 25 mm TT. Comme son prédécesseur, il dérive d'une munition allemande, la 9 mm Ultra, inventée dans le cadre d'un programme d'essai de la Luftwaffe. Son énergie initiale la situe entre le 9 mm court et le 9 mm Parabellum. Elle est tirée par des pistolets semi-automatiques et des pistolets mitrailleurs.
La première arme chambrée en 9 × 18 PM fut le Makarov PM (pistolet Marakova) adopté en 1951 par l'Armée rouge, puis en 1959 par l'Armée populaire de libération chinoise (Type 59). Resté le calibre réglementaire russe jusqu'au début des années 2000, il a engendré une version musclée (balle légère et dose de poudre forte) dénommée 9 mm Makarov modifié (9 × 18 PMM).

## Synonymes
- 9 mm Makarov
- 9 × 18 mm
- 9 × 18 mm Makarov
- 9 mm Mak
- 9 mm Vz 82

## Données numériques et balistiques 9 × 18 mm Makarov
- Longueur :
  - Étui : 18 mm
  - Cartouche : 24,64 mm
- Diamètre réel projectile : 9,25 mm
- Masse du projectile : 6,10 g
- Masse de la cartouche : 10 g
- Charge de poudre : 0,24 g
- Nature du projectile : balle blindée
- Vitesse initiale
  - dans un Makarov PM :315 m/s
  - dans un PM Wz 63 : 320 m/s
- Énergie initiale : 306 J-320 J

## Données balistiques 9 × 18 mm Makarov modifié
- Masse du projectile : 5,54 g
- Nature du projectile : balle blindée
- Vitesse initiale dans un pistolet Makarov PM : 420 m/s
- Énergie initiale : 490 J

## Exemple d'armes qui utilise la munitions
Liste non-exhaustive d'armes chambré en 9 × 18 mm Makarov :

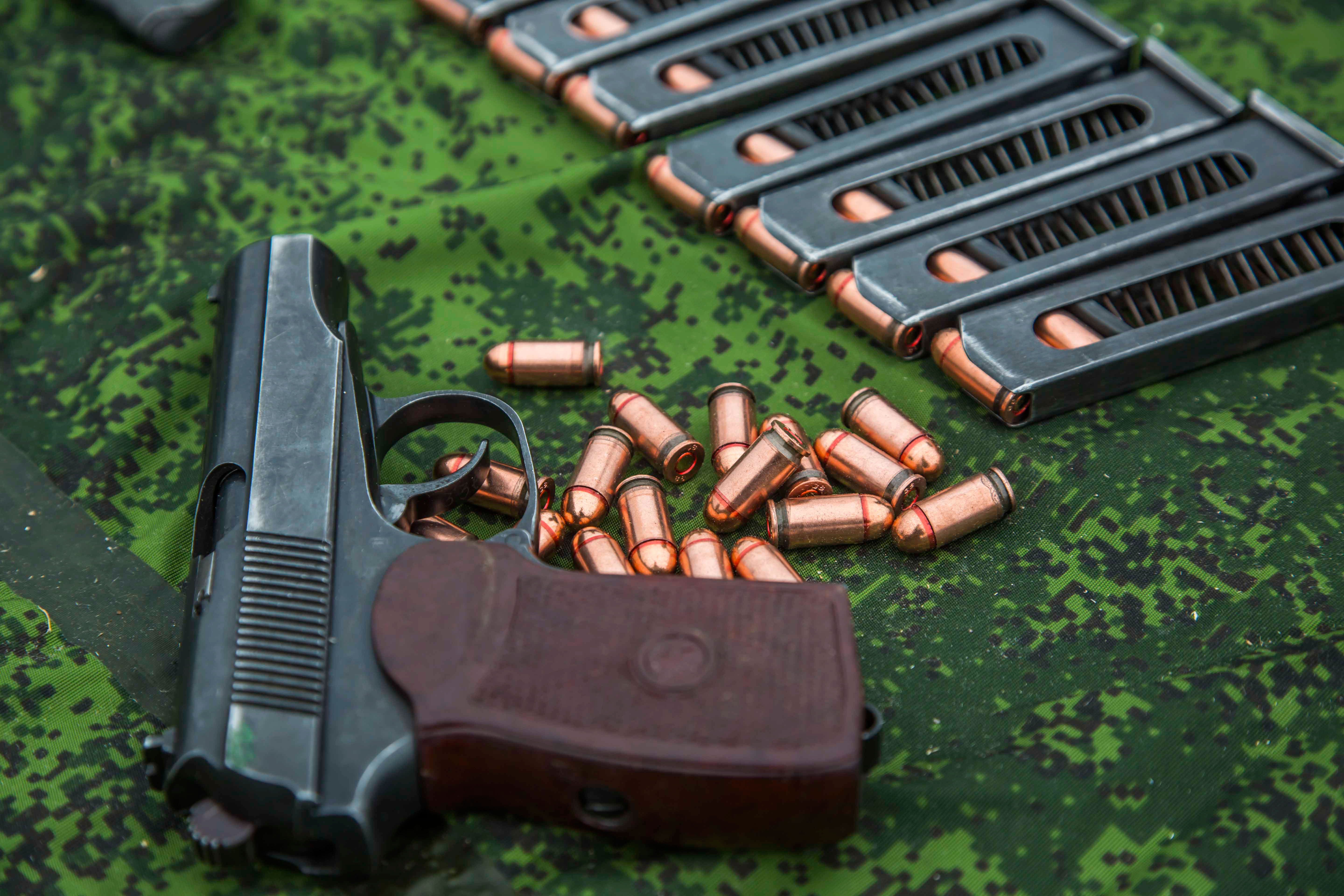
Un Makarov avec des munitions

- FB P-64
- Pistolet Makarov
- OTs-33 Pernatch
- Stetchkin APS
- OTs-02 Kiparis
- PM Wz 63
- PP-19 Bizon
- PP-90
- PP-91 KEDR